# AM (Arctic Monkeys)
AM è il quinto album del gruppo musicale britannico Arctic Monkeys, pubblicato il 9 settembre 2013 dalla Domino Records.
Il primo singolo reso noto dell'album è stato R U Mine? pubblicato il 27 febbraio 2012 seguito poi da Do I Wanna Know? il 19 giugno 2013. La tracklist è stata resa nota sul loro sito ufficiale il 24 giugno 2013. L'11 agosto 2013 viene pubblicato il terzo singolo Why'd You Only Call Me When You're High?, a seguito del quale vengono pubblicati One for the Road, Arabella e Snap Out of It.
Alla fine del 2014 le copie vendute dell'album superano i due milioni, segnando un ritorno al grande successo della band di Sheffield. Nel Regno Unito, gli Arctic Monkeys hanno battuto un record con l'album AM, diventando il primo gruppo musicale sotto un'etichetta indipendente a debuttare in vetta alla classifica degli album più venduti con tutti i primi cinque album. Il singolo Do I Wanna Know? è stato il primo della band a comparire nella Billboard Hot 100.

## Accoglienza
| Recensione       | Giudizio |
| ---------------- | -------- |
| SentireAscoltare | [ 18 ]   |
| OndaRock         | [ 19 ]   |

L'album si trova al 77º posto della classifica di Billboard dei 100 migliori album del decennio 2010.

## Tracce
Testi di Alex Turner, tranne dove indicato, musiche di Arctic Monkeys, tranne dove indicato.
1. Do I Wanna Know? – 4:33
2. R U Mine? – 3:20 (Turner, O'Malley[21])
3. One for the Road – 3:26
4. Arabella – 3:27
5. I Want It All – 3:04
6. No.1 Party Anthem – 4:03
7. Mad Sounds – 3:35 (Turner, Alan Smyth)
8. Fireside – 3:01
9. Why'd You Only Call Me When You're High? – 2:42
10. Snap Out of It – 3:12
11. Knee Socks – 4:17
12. I Wanna Be Yours – 3:04 (Turner, John Cooper Clarke)

## Formazione

### Gruppo
- Alex Turner - voce, chitarra, chitarra a 12 corde (traccia 1)
- Jamie Cook - chitarra
- Nick O'Malley - basso, cori
- Matt Helders - batteria, cori

### Altri musicisti
- James Ford - tastiere (tracce 3 e 6-12)
- Joshua Homme - cori (tracce 3 e 11)
- Bill Ryder-Jones - chitarra solista (traccia 8)
- Pete Thomas - percussioni (traccia 7)

### Produzione
- James Ford - produzione (eccetto traccia 2)
- Ross Orton - co-produzione (eccetto tracce 1, 2 e 7), produzione (tracce 1 e 2), ingegneria (traccia 2)
- Ian Shea - ingegneria (eccetto traccia 2)
- Tchad Blake - mixaggio
- Brian Lucey - mastering

### Design
- Alex Turner - design
- Matthew Cooper - design
- Zachery Michael - fotografia

## Classifiche

### Classifiche settimanali
| Classifica (2013-23)                | Posizione massima |
| ----------------------------------- | ----------------- |
| Australia                           | 1                 |
| Austria                             | 2                 |
| Belgio (Fiandre)                    | 1                 |
| Belgio (Vallonia)                   | 4                 |
| Canada                              | 3                 |
| Croazia                             | 1                 |
| Danimarca                           | 1                 |
| Finlandia                           | 8                 |
| Francia                             | 4                 |
| Germania                            | 3                 |
| Giappone                            | 10                |
| Grecia                              | 4                 |
| Irlanda                             | 1                 |
| Irlanda (album indipendenti)        | 1                 |
| Italia                              | 4                 |
| Messico                             | 8                 |
| Norvegia                            | 5                 |
| Nuova Zelanda                       | 1                 |
| Paesi Bassi                         | 1                 |
| Polonia                             | 3                 |
| Portogallo                          | 1                 |
| Regno Unito                         | 1                 |
| Regno Unito (album indipendenti)    | 1                 |
| Spagna                              | 3                 |
| Stati Uniti (Billboard 200)         | 6                 |
| Stati Uniti (Independent Albums)    | 1                 |
| Stati Uniti (Alternative Albums)    | 1                 |
| Stati Uniti (Top Rock Albums)       | 1                 |
| Stati Uniti (Top Tastemaker Albums) | 1                 |
| Svezia                              | 15                |
| Svizzera                            | 2                 |
| Ungheria                            | 20                |

### Classifiche di fine anno
| Classifica (2013)                | Posizione |
| -------------------------------- | --------- |
| Irlanda                          | 15        |
| Messico                          | 79        |
| Regno Unito                      | 8         |
| Stati Uniti (Alternative Albums) | 39        |
| Stati Uniti (Independent Albums) | 25        |
| Stati Uniti (Top Rock Albums)    | 64        |
| Classifica (2014)                | Posizione |
| Australia                        | 20        |
| Belgio (Fiandre)                 | 14        |
| Belgio (Vallonia)                | 84        |
| Messico                          | 53        |
| Nuova Zelanda                    | 14        |
| Paesi Bassi                      | 86        |
| Regno Unito                      | 18        |
| Stati Uniti                      | 37        |
| Stati Uniti (Alternative Albums) | 4         |
| Stati Uniti (Independent Albums) | 3         |
| Stati Uniti (Top Rock Albums)    | 5         |
| Classifica (2015)                | Posizione |
| Australia                        | 89        |
| Messico                          | 67        |
| Regno Unito                      | 66        |
| Stati Uniti                      | 79        |
| Classifica (2016)                | Posizione |
| Messico                          | 97        |
| Paesi Bassi                      | 71        |
| Regno Unito                      | 68        |
| Classifica (2017)                | Posizione |
| Paesi Bassi                      | 85        |
| Polonia                          | 79        |
| Regno Unito                      | 79        |
| Classifica (2018)                | Posizione |
| Estonia                          | 42        |
| Classifica (2020)                | Posizione |
| Belgio (Fiandre)                 | 61        |
| Regno Unito                      | 41        |
| Classifica (2021)                | Posizione |
| Australia                        | 41        |
| Belgio (Fiandre)                 | 34        |
| Belgio (Vallonia)                | 154       |
| Danimarca                        | 88        |
| Irlanda                          | 45        |
| Islanda                          | 58        |
| Italia                           | 95        |
| Paesi Bassi                      | 49        |
| Regno Unito                      | 24        |
| Svezia                           | 88        |
| Classifica (2022)                | Posizione |
| Australia                        | 27        |
| Austria                          | 72        |
| Belgio (Fiandre)                 | 21        |
| Belgio (Vallonia)                | 104       |
| Danimarca                        | 73        |
| Islanda                          | 35        |
| Italia                           | 69        |
| Lituania                         | 3         |
| Norvegia                         | 39        |
| Paesi Bassi                      | 22        |
| Regno Unito                      | 13        |
| Svezia                           | 62        |
| Classifica (2023)                | Posizione |
| Australia                        | 31        |
| Belgio (Fiandre)                 | 13        |
| Belgio (Vallonia)                | 72        |
| Islanda                          | 29        |
| Italia                           | 50        |
| Lituania                         | 3         |
| Norvegia                         | 19        |
| Paesi Bassi                      | 13        |
| Portogallo                       | 90        |
| Regno Unito                      | 9         |
| Ungheria                         | 27        |
| Classifica (2024)                | Posizione |
| Croazia                          | 19        |
| Italia                           | 72        |
| Polonia                          | 24        |
| Portogallo                       | 20        |
| Stati Uniti                      | 105       |
| Ungheria                         | 31        |

### Classifiche di fine decennio
| Classifica (2010-19) | Posizione |
| -------------------- | --------- |
| Australia            | 63        |
| Regno Unito          | 27        |